# Saint-Martin-du-Tertre, Yonne
Saint-Martin-du-Tertre är en kommun i departementet Yonne i regionen Bourgogne-Franche-Comté i norra Frankrike. Kommunen ligger i kantonen Sens-Ouest som tillhör arrondissementet Sens. År 2022 hade Saint-Martin-du-Tertre 1 553 invånare.

## Befolkningsutveckling
Antalet invånare i kommunen Saint-Martin-du-Tertre
| Referens: INSEE |